# 克羅琳
克羅琳·妮可莉·伊沙雷爾·費哈斯（葡萄牙語：Kerolin Nicoli Israel Ferraz，1999年11月17日—），通稱克羅琳（Kerolin）或克羅琳·妮可莉（Kerolin Nicoli），是巴西職業女子足球運動員，司職前鋒，現效力英格蘭女子足球超級聯賽球隊曼城與巴西國家女子足球隊。2024年，克羅琳參加巴黎奧運女子足球比賽，獲得一枚銀牌。

## 外部連結
- Soccerway資料庫：克羅琳
- 克羅琳 （页面存档备份，存于）在北卡羅萊納勇氣
- 克羅琳在曼城女子足球俱樂部